# Blodgett (Missouri)
Pour les articles homonymes, voir Blodgett.
Blodgett est un village situé au centre du comté de Scott, dans le Missouri, aux États-Unis,. Il est fondé en 1869 et incorporé en 1900.

## Démographie
Lors du recensement de 2010, le village comptait une population de 213 habitants. Elle est estimée, en 2017, à 206 habitants.

### Source de la traduction
- (en) Cet article est partiellement ou en totalité issu de l’article de Wikipédia en anglais intitulé « Blodgett, Missouri » (voir la liste des auteurs).